# هیلسویو (داکوتای جنوبی)
هیلسویو(به انگلیسی: Hillsview) شهری در ایالت داکوتای جنوبی کشور ایالات متحده آمریکا است که جمعیت آن در سرشماری سال ۲۰۱۰ میلادی، ۳ نفر بوده‌است.